# Gerichtskasse
Gerichtskassen sind Abteilungen von Gerichten, die für Zahlungsverkehr, Buchführung und Vollstreckung zuständig sind. Außerdem haben Gerichtskassen die Funktion von Hinterlegungskassen.

## Aufgaben des Zahlungsverkehrs
Gerichtskassen dienen der Einzahlung und Verbuchung von Einzahlungen der zu leistenden Gerichtskosten, Geldstrafen, zu hinterlegenden Gelder, Sicherheitsleistungen oder sichergestellten Gelder, der Auszahlung von Erstattungsbeträgen und Zeugenentschädigungen sowie die Annahme, Verwaltung und Auslieferung von Wertgegenständen, z. B. aus Nachlassverfahren bei unbekannten Erben oder durch Beschlagnahme im Strafverfahren durch die Staatsanwaltschaft.
Zahlungen erfolgen typischerweise unbar bzw. bei kleineren Beträgen durch Gerichtskostenmarke oder Gerichtskostenstempler.

## Gerichtskasse – Beitreibungsstelle der obersten Bundesgerichte
Aufgrund der Justizbeitreibungsordnung werden dem Bund und den Ländern zustehende Kosten wie Gerichtskosten, Gerichtsvollzieherkosten, Justizverwaltungsabgaben und weitere durch Vollstreckungsbehörden vereinnahmt. Es handelt sich bei diesen Behörden um Betreibungsstellen der obersten Bundesgerichte. Dazu zählen vor allem die Gerichtskassen, jedoch können auch andere Behörden (Amts-, Staats- und Landeskassen, wie z. B. Landesjustizkasse oder Landeszentralkasse) für diese Aufgaben bestimmt werden.

## Funktion als Hinterlegungskasse
Innerhalb jedes Landgerichtsbezirks existiert eine Gerichtskasse. Sie ist also für Ein- und Auszahlungen verschiedener Art zuständig. Unter Einzahlungen sind Zahlungen von Gebühren, Strafen, Gebote in Zwangsversteigerungsverfahren und Sicherheitsleistungen sowie Hinterlegungen zu verstehen. Damit übernimmt die Gerichtskasse die Funktion einer Hinterlegungskasse.
In der Abteilung für Hinterlegungen werden Geld, Wertpapiere und sonstige Urkunden sowie Kostbarkeiten angenommen. Eine Hinterlegung kann jedoch nur erfolgen, wenn ein Hinterlegungsgrund vorliegt. Gründe können die Durchführung, Einstellung oder Abwendung einer Zwangsvollstreckung, eine Kaution in Strafsachen, Annahmeverzug nach § 372 BGB, Gläubigerunsicherheit bei beispielsweise mehreren Gläubigeransprüchen, aber auch durch Kreditinstitute gekündigte Depots wie beispielsweise Nachlassdepots, bei denen die Erben unbekannt sind, sein. In den meisten Fällen wird also hinterlegt, da derjenige, der eigentlich verpflichtet und auch in der Lage ist die Werte anzunehmen sich weigert, oder nicht bekannt ist, wer überhaupt der Berechtigte ist.

### Hinterlegung (z.B. durch Kreditinstitute)
Möchte ein Kreditinstitut oder ein anderer Gläubiger Geld oder Wertsachen hinterlegen lassen, so muss es dafür erst einen Antrag auf einem gerichtlichen Vordruck ausfüllen. Unter anderem werden in diesem Daten zu dem Hinterlegungswert, Hinterlegungsgrund und Empfangsberechtigten (oft unbekannt) angefordert. Wird der Antrag angenommen, erhält der Antragssteller die Annahmeordnung und eine Hinterlegungsbescheinigung.

### Rechtsgrundlagen
Gesetzlich sind Hinterlegungskassen durch die Hinterlegungsordnung [HO] und den Ausführungsverordnungen zur Hinterlegungsordnung (AVHO) der Länder geregelt. Dabei sagt § 1 HO „Die Hinterlegungsgeschäfte werden von Hinterlegungsstellen und Hinterlegungskassen wahrgenommen. Die Aufgaben der Hinterlegungsstellen werden den Amtsgerichten übertragen. Die Aufgaben der Hinterlegungskassen werden den Kassen der Justizverwaltung übertragen.“
Die Geschäfte der Hinterlegungsstellen, also die der Amtsgerichte, werden den Rechtspflegern übertragen. Die AVHO regelt im § 1 weitere Formalien zur Hinterlegungsstelle und bestimmt im § 2, dass die Bediensteten der Hinterlegungsstelle nicht auch mit der Erledigung der Kassengeschäfte betraut werden darf. Daher sind in der Regel Gerichtskassen als Hinterlegungskassen bestellt. Einzelheiten über die Einrichtung und Tätigkeit dieser Kassen der Justizverwaltung finden sich in entsprechenden Verwaltungsbestimmungen der Länder. Oft werden die Gerichtskassen bei der Annahme von Einzahlungen und Einlieferungen von den Gerichtszahlstellen unterstützt.